# Inside Out (Kat DeLuna)
Inside Out è il secondo album in studio della cantante statunitense-dominicana Kat DeLuna, pubblicato nel 2010.
Il disco è stato diffuso solo in alcuni Paesi d'Europa e in Giappone in diverse date dal novembre 2010 al luglio 2011.

## Tracce
1. Push Push (featuring Akon) – 3:10
2. Party O'Clock – 3:35
3. Dancing Tonight (featuring Fo Onassis) – 3:27
4. Be There – 3:52
5. Oh Yeah (La La La) – 3:35
6. One Foot Out of the Door – 3:42
7. All in My Head – 3:40
8. Rock the House – 2:55
9. Calling You – 3:14
10. Be There (Ballad Version) – 3:44
11. Unstoppable (featuring Lil Wayne) – 3:48